# Діаграма потоків даних

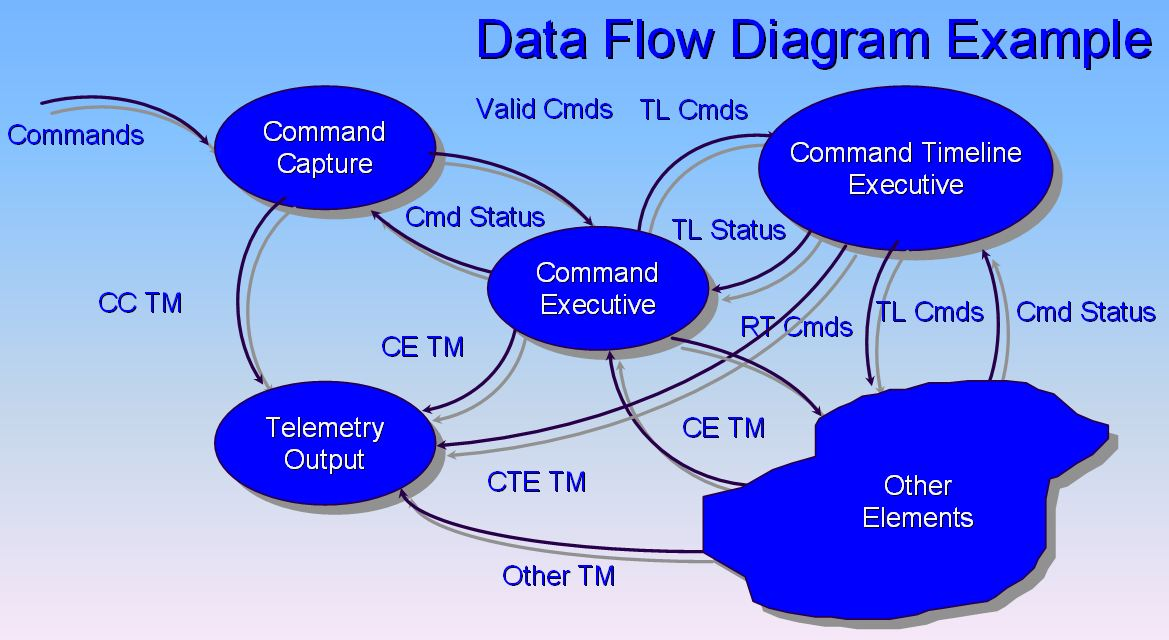
Приклад діаграми

Нотація Йордана-ДеМарко

Діаграма потоків даних (англ. Data Flow Diagram) — модель проектування, графічне представлення «потоків» даних в інформаційній системі. Діаграма потоків даних також може використовуватись для візуалізації процесів обробки даних (структурне проектування).
Для розробника вважається звичним спочатку креслити діаграму потоків даних рівня контексту, завдяки чому буде показано взаємодію системи із зовнішніми модулями. Ця діаграма надалі підлягає уточненню шляхом деталізації процесів та потоків даних з метою показати розлого розроблювану систему.
Діаграми потоків даних містять чотири типи графічних елементів: 
- процеси - являють собою трансформацію даних в рамках описуваної системи;
- сховища даних (репозиторії);
- зовнішні по відношенню до системи сутності;
- потоки даних між елементами трьох попередніх типів.